# Entrena
Entrena is een gemeente in de Spaanse provincie en regio La Rioja met een oppervlakte van 21,03 km². Entrena telt 1.501 inwoners (1 januari 2016).